# Looping Starship
 (mai 2016).
Si vous disposez d'ouvrages ou d'articles de référence ou si vous connaissez des sites web de qualité traitant du thème abordé ici, merci de compléter l'article en donnant les références utiles à sa vérifiabilité et en les liant à la section « Notes et références ».

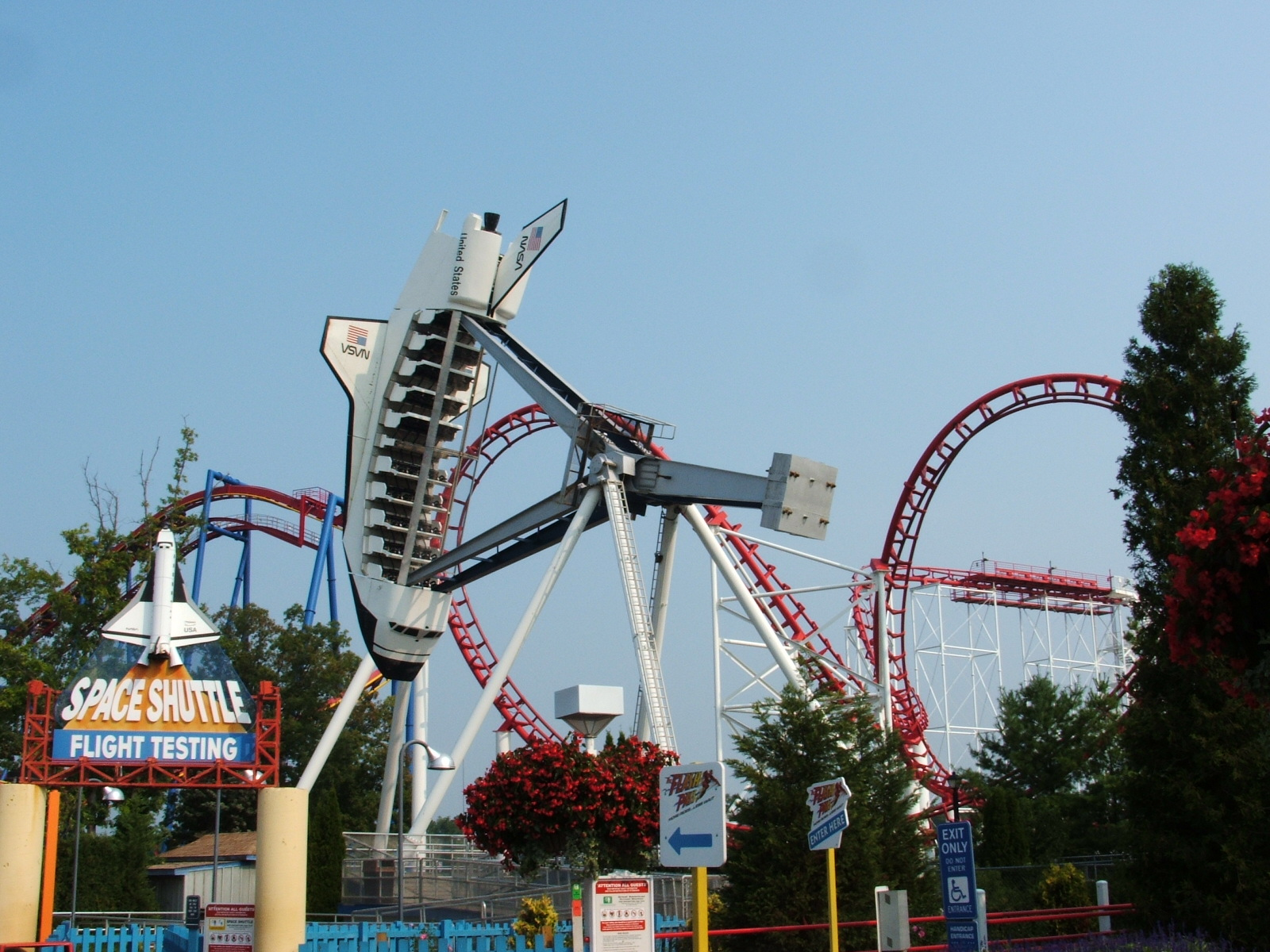
Looping Starship à Six Flags Great Adventure.

Un Looping Starship (navette spatiale tournoyante aussi appelé Space Shuttle) est une attraction de type pendule, principalement utilisée dans les fêtes foraines et parfois les parcs d'attractions, conçue par Intamin, entreprise basée en Suisse.

## Concept et opération
Le concept de cette attraction est basé sur le bateau à bascule mais autorise les rotations complètes de la nacelle. L'attraction est parfois intensifiée par les opérateurs en stoppant temporairement la rotation lorsque la nacelle-navette atteint le point culminant de la rotation. Les passagers ont alors la tête en bas.
Certaines variantes de l'attraction, souvent de taille inférieure, possèdent une thématique d'avion de chasse. Il existe aussi des versions mobiles pour les fêtes foraines.

## Attractions de ce type
| Nom                | Parc                       | Pays       | Ouverture | Fermeture | Commentaire |
| ------------------ | -------------------------- | ---------- | --------- | --------- | --- |
| ACME Rock n'Rocket | Six Flags Over Texas       | États-Unis | 2006      | 2014      | |
| Aerovarvet         | Liseberg                   | Suède      | 1989      | 2002      | Démonté pour laisser place à un bateau à bascule nommé Kulingen.                                                                 |
| Bateau Ivre        | Zygofolis                  | France     | 1987      | 1991      | Délocalisé à Walibi Belgium. |
| Berserker          | Kings Dominion             | États-Unis | 1984      |           | Thématisé en drakkar viking. |
| Bounty             | Walibi Belgium             | Belgique   | 1992      | 2002      | |
| Bounty's Revenge   | Wonderland Sydney          | Australie  | 1985      | 2004      | Délocalisé à Sunway Lagoon. |
| H.M.B Endeavor     | California's Great America | États-Unis | 1987      | 2018      | Thématisé en bateau pirate. Anciennement The Revolution. Démonté en raison de problèmes de maintenance.                          |
| Jet Scream         | Canada's Wonderland        | Canada     | 1990      | 2010      | Démonté pour laisser place à WindSeeker. Délocalisé à Parque Grano de Oro.                                                       |
| Looping Starship   | Expo 86                    | Canada     | 1986      | 1986      | Thématisé en navette spatiale. Attraction en service durant toute la durée de l'exposition. Délocalisé à Six Flags Over Georgia. |
| Looping Starship   | Parque Grano de Oro        | Venezuela  | 2012      | 2017      | |
| Looping Starship   | Seibuen Yuenchi            | Japon      | 1988      | 2011      | Thématisé en navette spatiale.                                                                                                   |
| Looping Starship   | Six Flags Over Georgia     | États-Unis | 1989      | 2005      | Démonté pour laisser place aux méga montagnes russes nommées Goliath.                                                            |
| Looping Starship   | Takarazuka Family Land     | Japon      | 1991      | 2003      | |
| Looping Starship   | Tokyo Summerland           | Japon      | 1986      | 2007      | Thématisé en navette spatiale.                                                                                                   |
| Looping Starship   | Valleyfair                 | États-Unis | 1985      | 2019      | Thématisé en bateau pirate. |
| Looping Starship   | Yomiuriland                | Japon      | 1992      |           | Thématisé en navette spatiale.                                                                                                   |
| Perilous Pendulum  | Galaxyland                 | Canada     | 1985      | 2003      | Démonté pour laisser place à une attraction nommée Solar Flare.                                                                  |
| Phoenix            | Busch Gardens Tampa        | États-Unis | 1984      | 2019      | Thématisé en cargo égyptien. |
| Pirate's Revenge   | Sunway Lagoon              | Malaisie   | 2005      |           | |
| Power Dive         | Six Flags Great America    | États-Unis | 1987      | 2001      | Démonté en raison de problèmes de maintenance.                                                                                   |
| Southern Star      | Carowinds                  | États-Unis | 1986      | 2022      | Thématisé en drakkar viking. Anciennement nommé Frenzoid.                                                                        |
| Space Shuttle      | Nagashima Spa Land         | Japon      | 1992      |           | Thématisé en navette spatiale.                                                                                                   |
| Space Shuttle      | Six Flags AstroWorld       | États-Unis | 1986      | 2005      | Thématisé en navette spatiale. Délocalisé à Six Flags Over Texas.                                                                |
| Space Shuttle      | Six Flags Great Adventure  | États-Unis | 1985      | 2007      | Thématisé en navette spatiale. Démonté en raison des coûts de maintenance trop élevés.                                           |
| Space Shuttle      | Six Flags Over Georgia     | États-Unis | 1985      | 1985      | Thématisé en navette spatiale. Délocalisé à Six Flags AstroWorld.                                                                |
| Z-Force            | Six Flags Magic Mountain   | États-Unis | 1987      | 1993      | Démonté pour laisser place aux montagnes russes inversées nommées Batman: The Ride.                                              |

## Constructeur
- Intamin